# Ле Бон, Саймон
Са́ймон Джон Чарльз Ле Бон (англ. Simon John Charles Le Bon; род. 27 октября 1958, близ Буши, Хартсмир, Хартфордшир, Великобритания) — британский певец и музыкант, вокалист New Wave-группы Duran Duran.

## Биография

### Молодость
Саймон Ле Бон с детства учился актёрскому мастерству и пел в местном церковном хоре. Ле Бон посещал среднюю школу в Пиннере (Большой Лондон), которую за несколько лет до него окончил Элтон Джон. Он работал ассистентом в операционной в отделении несчастных случаев больницы Нортуик-Парк, а также прослушивался для панк-рок-группы в колледже в Хэрроу, снялся в нескольких телевизионных рекламных роликах и участвовал в нескольких театральных постановках. В 1978 году Ле Бон уехал в киббуц в пустыню Негев в Израиле, но вернулся в Великобританию, чтобы учиться в театральной школе при Бирмингемском университете, пока не познакомился с недавно образованными Duran Duran. Ле Бон учился в Бирмингемском университете в одно время с Нейлом Артуром, будущим лидером синти-поповой группы Blancmange.

### Duran Duran
Группа Duran Duran была основана бас-гитаристом Джоном Тейлором, клавишником Ником Роудсом и певцом Стивеном Даффи в 1978 году, но Даффи через год ушёл из группы, потому что не видел у неё никаких перспектив. Затем последовало ещё несколько смен состава. Музыка группы сочетала элементы диско, фанка и рока, и музыканты искали харизматичного вокалиста.
Саймон Ле Бон был представлен группе в мае 1980 года. Его бывшая девушка работала официанткой в ночном клубе, в котором репетировали Duran Duran, и она рекомендовала Ле Бона как вокалиста. Ле Бон сам писал стихи, и одно из его стихотворений, «Sound of Thunder», подошло к одной из инструментальных композиций группы. Летом того же года Duran Duran выступали в окрестностях Лондона и Бирмингема, а затем отправились в турне с Хэйзел О’Коннор в качестве разогревающей группы. В декабре группу подписал лейбл EMI.
Первый альбом Duran Duran был выпущен в 1981 году и сразу вывел группу в лидеры новой романтики. Следующие три года Duran Duran выпускали альбомы каждый год: Rio (1982), Seven and the Ragged Tiger (1983) и Arena (1984). Каждый релиз сопровождался промокампанией и продолжительным концертным туром. Музыканты были измотаны, и группа временно прекратила записывать треки и выступать, а участники занялись сайд-проектами. Ле Бон, Родс и ударник Роджер Тейлор создали поп-группу Arcadia, которая выпустила один альбом в 1985 году.
С новым составом (без Роджера Тейлора и гитариста Энди Тейлора) Duran Duran возобновили активную деятельность и в 1986 году выпустили альбом Notorious, а через два года альбом Big Thing. В 1989 году группа снова стала квинтетом: в её состав вошли гитарист Уоррен Куккурулло и ударник Стирлинг Кэмпбелл. Кэмпбелл ушёл после записи альбома Liberty (1990). В целом в конце 80-х популярность группы пошла на убыль. Успешным стал релиз 1993 года The Wedding Album, на котором были такие хиты как «Ordinary World» и «Come Undone». После нескольких месяцев выступлений в поддержку альбома последние концерты пришлось перенести из-за проблем с голосовыми связками Ле Бона.
В 1995 году Duran Duran выпустили сборник кавер-версий Thank You, на котором Ле Бон исполнил песни своих любимых музыкантов, таких, как Джим Моррисон, Лу Рид и Элвис Костелло. Альбом был разгромлен критиками, но был, однако, одобрен оригинальными исполнителями. В том же году Ле Бон исполнил «Ordinary World» на благотворительном концерте организации War Child «Children of Bosnia» вместе со знаменитым тенором Лучано Паваротти.
После ухода басиста Джона Тейлора в 1997 году Ле Бон и Роудс остались двумя последними участниками группы, которые остались в составе с первого альбома. Группа продолжала существовать как трио из Ле Бона, Роудса и Куккурулло, но два альбома конца 90-х прошли относительно незамеченными. В 2001 году состоялся реюнион Duran Duran в оригинальном составе, осенью 2004 года на лейбле Epic Records вышел альбом Astronaut, который высоко поднялся в чартах и получил золотой статус в Великобритании. Сингл «(Reach Up For The) Sunrise» стал первым за последнее десятилетие, попавшим в топ-10 UK Singles Chart.

## Личная жизнь
Увлекается парусным спортом. В 1985 году в ходе регаты «Фастнет» его яхта «Drum» перевернулась, и экипаж до подхода спасателей некоторое время провёл в воде. Женат на модели  Ясмин Ле Бон. Трое детей.

## Награды
- Член ордена Британской империи (2024 год)[1]